# Абрахам, Морис
Морис Майкл Абрахам (англ. Morice Michael Abraham; род. 13 августа 2003, Табата, Дар-эс-Салам) — танзанийский футболист, полузащитник сборной Танзании.

## Карьера
Абрахам — воспитанник клуба «Альянс» (Мванза). В сентября 2021 года подписал четырехлетний контракт с клубом «Спартак» (Суботица). Дебютировал в чемпионате Сербии 28 ноября 2021 года в матче против «Црвены звезды». 15 сентября 2023 года на правах аренды до конца сезона 2023/24 перешёл в клуб «Нови-Сад». Дебютировал 22 октября в матче против «Мачва», выйдя вместо Лука Сердара на 72-й минуте и забив первый гол в карьере на 93-й минуте.

## Международная карьера
Абрахам имеет опыт выступления за сборную Танзании до 17 лет. В её составе выступал на Кубке африканских наций 2019 (до 17 лет), сыграв три матча на групповом этапе.
За основную сборную Танзании дебютировал 18 июня 2023 года против сборной Нигера.